# The Cinécoles Short Film Prize

## The Cinécoles Short Film Prize
Il The Cinécoles Short Film Prize è un premio assegnato nel corso del Festival international du film de Marrakech.
The Short Film Prize Cinécoles è un premio aggiunto nel 2010 ed è dedicato ai nuovi talenti cinematografici, aperto a studenti di scuole e istituti cinematografici del Marocco.
Il Premio Cinécoles consiste in una borsa di studio del valore di 300.000 dirhams offerta dalla Fondazione FIFM (La Fondation Festival International du Film de Marrakech ).

## Albo d'oro
- 2010:  Apnée di Mahassine El Hachadi
- 2011:  L'Arroseur di Mohamed Aouad
- 2012:  Mejor Une vie meilleure di Tarik Leihemdi
- 2013: Bad di Ayoub Lahnoud & Alaa Akaaboune